# Arondismentul Étampes
Arondismentul Étampes (în franceză Arrondissement d’Étampes) este un arondisment din departamentul Essonne, regiunea Île-de-France, Franța.

## Subdiviziuni

### Cantoane
- Cantonul Dourdan
- Cantonul Étampes
- Cantonul Étréchy
- Cantonul La Ferté-Alais
- Cantonul Méréville
- Cantonul Saint-Chéron

### Comune
| 1. Abbéville-la-Rivière (91001)    | 2. Angerville (91016)                  | 3. Angervilliers (91017)              | 4. Arrancourt (91022)             |
| 5. Authon-la-Plaine (91035)        | 6. Auvers-Saint-Georges (91038)        | 7. Baulne (91047)                     | 8. Blandy (91067)                 |
| 9. Bois-Herpin (91075)             | 10. Boissy-la-Rivière (91079)          | 11. Boissy-le-Cutté (91080)           | 12. Boissy-le-Sec (91081)         |
| 13. Boissy-sous-Saint-Yon (91085)  | 14. Bouray-sur-Juine (91095)           | 15. Boutervilliers (91098)            | 16. Boutigny-sur-Essonne (91099)  |
| 17. Bouville (91100)               | 18. Breuillet (91105)                  | 19. Breux-Jouy (91106)                | 20. Brières-les-Scellés (91109)   |
| 21. Brouy (91112)                  | 22. Cerny (91129)                      | 23. Chalo-Saint-Mars (91130)          | 24. Chalou-Moulineux (91131)      |
| 25. Chamarande (91132)             | 26. Champmotteux (91137)               | 27. Chatignonville (91145)            | 28. Chauffour-lès-Étréchy (91148) |
| 29. Congerville-Thionville (91613) | 30. Corbreuse (91175)                  | 31. D'Huison-Longueville (91198)      | 32. Dourdan (91200)               |
| 33. Estouches (91222)              | 34. La Ferté-Alais (91232)             | 35. Fontaine-la-Rivière (91240)       | 36. La Forêt-Sainte-Croix (91248) |
| 37. La Forêt-le-Roi (91247)        | 38. Les Granges-le-Roi (91284)         | 39. Guigneville-sur-Essonne (91293)   | 40. Guillerval (91294)            |
| 41. Itteville (91315)              | 42. Janville-sur-Juine (91318)         | 43. Lardy (91330)                     | 44. Marolles-en-Beauce (91374)    |
| 45. Mauchamps (91378)              | 46. Mespuits (91399)                   | 47. Mondeville (91412)                | 48. Monnerville (91414)           |
| 49. Morigny-Champigny (91433)      | 50. Mérobert (91393)                   | 51. Méréville (91390)                 | 52. Ormoy-la-Rivière (91469)      |
| 53. Orveau (91473)                 | 54. Plessis-Saint-Benoist (91495)      | 55. Puiselet-le-Marais (91508)        | 56. Pussay (91511)                |
| 57. Richarville (91519)            | 58. Roinville (91525)                  | 59. Roinvilliers (91526)              | 60. Saclas (91533)                |
| 61. Saint-Chéron (91540)           | 62. Saint-Cyr-la-Rivière (91544)       | 63. Saint-Cyr-sous-Dourdan (91546)    | 64. Saint-Escobille (91547)       |
| 65. Saint-Hilaire (91556)          | 66. Saint-Maurice-Montcouronne (91568) | 67. Saint-Sulpice-de-Favières (91578) | 68. Saint-Yon (91581)             |
| 69. Sermaise (91593)               | 70. Souzy-la-Briche (91602)            | 71. Torfou (91619)                    | 72. Le Val-Saint-Germain (91630)  |
| 73. Valpuiseaux (91629)            | 74. Vayres-sur-Essonne (91639)         | 75. Videlles (91654)                  | 76. Villeconin (91662)            |
| 77. Villeneuve-sur-Auvers (91671)  | 78. Étampes (91223)                    | 79. Étréchy (91226)                   |                                   |

1. ↑  Q125358305[*] Verificați valoarea |titlelink= (ajutor)